# Crónica de un hombre santo
Crónica de un hombre santo es una miniserie biográfica y religiosa chilena. Se estrenó por Canal 13 el 12 de agosto de 1990, y concluyó el 2 de septiembre de 1990. Protagonizada por Cristián Campos en el personaje titular de Alberto Hurtado. 
La serie tiene presencia de los sacerdotes Fernando Karadima y Renato Poblete, quienes cometieron diversos casos de abusos sexuales contra menores.

## Historia
Narra la vida, obra y muerte del sacerdote jesuita chileno y fundador del "Hogar de Cristo", San Alberto Hurtado (interpretado por Cristián Campos), partiendo además de su vida, desde el proceso de beatificación y canonización, que posteriormente lo llevó a los altares.
Basada principalmente en los documentos que se reunieron sobre el sacerdote por una comisión especial del arzobispado en la década de 1970, esta miniserie muestra otra faceta desconocida de este segundo Santo chileno: Su faceta de hombre trabajador e incansable, el hombre detrás del santo que hoy conocemos.

## Elenco
- Cristián Campos - San Alberto Hurtado. 
  - Carlos Embry - San Alberto Hurtado (joven).
- Maricarmen Arrigorriaga - Ana Cruchaga.
  - María Cánepa - Ana Cruchaga (adulta mayor).
- Agustín Moya - Alberto Hurtado Larraín.
- Ernesto "Tito" Bustamante - Padre Fernando Vives.
- Tennyson Ferrada - Padre Pedro Alvarado.
- Arnaldo Berríos - Padre Álvaro Lavín.
  - Álvaro Pacull - Padre Álvaro Lavín (joven).
- Alberto Vega - Monseñor Manuel Larraín.
  - Carlos Concha - Monseñor Manuel Larraín (joven).
- Fernando Farías - Rafael Gumucio Vergara.
- Soledad Alonso - Madre Isabel.
- Álvaro Rudolphy - Padre Weigel.
- Patricio Achurra - Monseñor Francisco Alliende.
- Luis Alarcón - Monseñor Sergio Valech.
- Mario Poblete - Monseñor Carlos Casanueva.
- Sergio Gajardo - Monseñor Augusto Salinas.
- Nelson Brodt - Padre Gutiérrez.
- Rodolfo Bravo - Hermano Delgado.
- Remigio Remedy - Fernando Ochagavía (joven).
- Jaime Azócar - Gonzalo Echeñique.
- Alejo Álvarez - Cardenal José María Caro.
- Reynaldo Vallejos - Padre Balmaceda.
- Sergio Madrid - Padre Asesor.
- Roberto Poblete - Rogelio.
- Gloria Canales - Elvira.
- Mario Montilles - Asesor #1.
- Jaime Troncoso - Asesor #2.
- Exequiel Lavandero - Dr. Benavente.
- Jaime Vadell - Dr. Armas Cruz.
- Alberto Figueroa - Padre Ruiz-Tagle.
- Raúl Palma - Manuel.
- Juan Diego Garretón - Marcelo.
- Rodrigo Román - Leo.
- Rodrigo Hernández - Toñito.
- María Teresa Fricke - Monja.
- María Elena Duvauchelle - Señora #1
- William Rebolledo - Locutor.
- Pedro Villagra - Empresario #1.
- Archibaldo Larenas - Empresario #2.
- José Barrera - Secretario #1.
- Luis Arenas - Secretario #2.
- Mary Anne Fones - Secretaria.
- Coca Melnick - Mujer pobre #1.
- Gloria Barrera - Mujer pobre #2.
- Mireya Véliz - Mujer pobre #3.
- Héctor Leoz - Donante.
- Andrés del Bosque - Policía.
- Gloria Laso - Mujer de clase alta #1
- Mariana Prat - Mujer de clase alta #2
- Sergio Urrutia - Padre
- Malú Gatica - Gabriela
- Eduardo Mujica - Padre Restrepo
- Juan Bennett
- Luz Jiménez - Doña Clota
  - Mabel Farías - Doña Clota (joven)
- Patricio Strahovsky - Rector del Colegio San Ignacio.
- Felipe Castro - Estudiante
- Alex Zissis - Doctor.
- Patricio Frías Barías - Cristobal´´.

### Participaciones estelares
- Ana María Gazmuri - Rosa Markmann de González Videla (en el último capítulo).
- Adriana Vacarezza - Berta Martínez (en el último capítulo).
- Fernando Karadima - Él mismo
- Renato Poblete - Él mismo (en las escenas finales).

## Repeticiones
- 1993, 2000 y 2004 con ocasión de Semana Santa.
- 16 de octubre de 1994, con ocasión de la beatificación de San Alberto Hurtado por el entonces Papa San Juan Pablo II.
- 1999, con ocasión del fallecimiento del Cardenal Raúl Silva Henríquez.
- 1 de abril de 2005, con ocasión de la agonía de Su Santidad, San Juan Pablo II.
- 23 de octubre de 2005, durante la víspera de la canonización de San Alberto Hurtado por el entonces Papa Benedicto XVI.
- 28 de julio de 2022, estreno en Rec TV durante el mes de la solidaridad y de la conmemoración de la muerte de San Alberto Hurtado.

También ha sido emitida varias veces en el canal católico y religioso EWTN, y entre los años 2001 y 2003 esta serie fue emitida por UCV Televisión, con ocasión de Semana Santa.